# -ZEROalbum- 가희2
"-ZEROalbum- 가희2"(일본어: -ZEROalbum- 歌姫2 제로앨범 우타히메 투[*])는 일본의 가수 나카모리 아키나(中森明菜)의 두 번째 커버 음반으로 2002년 3월 20일에 발매하였다. (CD: UMCK-1093) 2002년, 나카모리는 예전에 몸담았던 유니버설 뮤직 재팬으로 다시 레이블을 옮겼다. 그녀가 유니버설 뮤직 이적 후 처음으로 낸 음반으로 전작인 "가희"와 같이 이전 가수들이 이미 발매한 곡들을 나카모리가 자신의 스타일로 커버했다. 본래 나카모리 아키나는 정규 음반과 싱글을 먼저 내고 싶었으나 레이블 직원들이 먼저 커버 음반을 낼 것을 요청하였기에 리메이크 작업에 먼저 착수하게 되었다. 나카모리는 또한 그 노래가 지니고 있던 색에 아키나의 색을 덧대느라 시간이 오래 걸렸다며 그 중에서도 가장 어려웠던 것이 야마구치 모모에와 다케우치 마리야의 곡이었다고 밝혔다.
2002년 4월 1일, 오리콘 주간 앨범 차트에 13위로 처음 등장했으며, 그 다음주인 4월 8일부터 15일까지 2주 연속 10위를 달성하여 1995년 "la alteración"이후 7년 만에 차트 톱10에 올라서게 되었다. 이후로도 차트 톱100에 총 15주간 머물러 있었다.

## 수록곡
| #            | 제목                                                                                               | 작사            | 작곡                       | 편곡         | 재생 시간 |
| ------------ | -------------------------------------------------------------------------------------------------- | --------------- | -------------------------- | ------------ | --------- |
| 1.           | 〈'가희2 Opening'(歌姫2 Opening)〉                                                                 |                 | 센주 아키라                | 센주 아키라  | 0:43      |
| 2.           | 〈'황혼의 비긴'(黄昏のビギン 타소가레노비긴[*])〉 (원곡: 미즈하라 히로시, 리메이크: 치아키 나오미) | 에이 로쿠스케   | 나카무라 하치다이          | 센주 아키라  | 4:03      |
| 3.           | 〈'분홍색 한숨'(桃色吐息 모모이로토이키[*])〉 (원곡: 다카하시 마리코)                              | 강진화          | 사토 다카시                | 센주 아키라  | 3:42      |
| 4.           | 〈'아듀'(アデュー 아데유[*])〉 (원곡:쇼노 마요)                                                    | 쇼노 마요       | 쇼노 마요                  | 센주 아키라  | 4:02      |
| 5.           | 〈'이별의 예감'(別れの予感 와카레노요칸[*])〉 (원곡: 등려군)                                       | 아라키 토요히사 | 미키 타카시                | 센주 아키라  | 4:31      |
| 6.           | 〈'싱글 어게인'(シングル・アゲイン 신구루 아게인[*])〉 (원곡: 다케우치 마리야)                     | 다케우치 마리야 | 다케우치 마리야            | 센주 아키라  | 4:03      |
| 7.           | 〈'색채의 블루스'(色彩のブルース 시쿠사이노부루스[*])〉 (원곡: EGO-WRAPPIN')                       | 나카노 요시에   | 모리 마사키, 나카노 요시에 | 센주 아키라  | 4:54      |
| 8.           | 〈'코스모스'(秋桜)〉 (원곡: 야마구치 모모에)                                                       | 사다 마사시     | 사다 마사시                | 센주 아키라  | 3:53      |
| 9.           | 〈'이방인'(異邦人 이호진[*])〉 (원곡: 쿠보타 사키)                                                 | 구보다 사키     | 구보다 사키                | 센주 아키라  | 3:29      |
| 10.          | 〈'처녀의 왈츠'(乙女のワルツ 오토메노와루츠[*])〉 (원곡: 이토 사키코)                              | 아쿠 유         | 미키 타카시                | 센주 아키라  | 3:10      |
| 11.          | 〈'유리빛의 지구'(瑠璃色の地球 루리이로노치큐[*])〉 (원곡: 마츠다 세이코)                          | 마츠모토 다카시 | 히라이 나츠미              | 센주 아키라  | 4:20      |
| 12.          | 〈'가희2 Ending'(歌姫2 Ending)〉                                                                   |                 | 센주 아키라                | 센주 아키라  | 1:25      |
| 총 재생 시간 | 총 재생 시간                                                                                       | 총 재생 시간    | 총 재생 시간               | 총 재생 시간 | 42:15     |